# 水野氏 (桓武平氏)
水野氏（みずのし）は、桓武平氏良兼流の一門。平安時代から室町時代にかけて、尾張国山田荘水野郷を拠点として尾張国北東部に勢力を持っていた武家。

## 歴史
水野氏は桓武平氏の系統である長田氏（尾張平氏）の支流である。水野氏の系譜などによれば、鎮守府将軍平良兼の孫・致頼が伊勢・尾張に進出し、致頼の孫・経家が尾張国の師桑に住んだ。この師桑において、経家の子として水野氏始祖とされる景貞が生まれた。平安時代後期に景貞は、尾張国山田荘水野郷に入尾城を築いて居住したため、水野太平太と称し、水野氏の始祖となったという。
平安時代末期には山田荘水野郷や志段味郷を支配下においた。承久の乱がおこると一族を挙げて朝廷方につき幕府軍と戦う。南北朝の動乱期には、水野致国が北朝を擁した足利尊氏方につき、水野致顕が足利直義方や南朝方につき、それぞれ勲功を挙げた。
またこの頃、水野良春が新居郷に進出して城を築き、室町時代後期には水野宗国が大森郷まで勢力を伸ばした。江戸時代には水野氏の宗家にあたる水野権平家が尾張藩水野代官・御林方奉行を歴任するなど、尾張藩士家を多く出した。
水野氏は禅宗に帰依するところ厚く、同地方における禅宗興隆の礎となった。

## 水野氏の人物

### 平安時代
- 平景貞
- 水野景俊

### 鎌倉時代
- 水野高家
- 水野高康
- 水野高俊

### 南北朝時代・室町時代
- 水野致氏
- 水野致国
- 水野致顕
- 水野致高
- 水野良春 - 子孫に毛受勝照か。
- 水野宗国